# 정찬민 (1958년)
정찬민(鄭燦敏, 1958년 7월 2일~)은 대한민국의 언론인, 정치인으로, 제21대 국회의원이다. 제7대 용인시장을 지냈다.

## 경력
- 중앙일보 기자
- 중앙일보 수도권 취재본부장
- 중앙일보 경영혁신 T/F 팀
- 삼성전자 근무
- 한화생명 이사 근무
- 한국기업경영종합연구원 수석연구원 / 교수
- 경희대 테크노경영대학원 겸임교수
- 세계태권도선수권대회 국가대표 단장
- 용인YMCA 실행이사
- 용인시기흥구배드민턴협회 명예회장
- 용인시장애인체육회 회장
- 용인의용소방대연합회 명예회장
- 용인시 줌마렐라축구단 총단장
- 용인문화재단 이사장
- 2014.07~2018.06: 제7대 민선 6기 경기도 용인시장
- 2020.09: 국민의힘 경기도당 용인(갑) 당협위원장
- 2020.10: 국민의힘 약자와의 동행 위원회 국민동행분과 위원
- 2020.11~2021.06 : 국민의힘 정책조정위원회 제6조정부위원장(교육·과방·문체 분야)
- 2020.12~2021.03 : 국민의힘 4.7 재보궐선거 공약개발단 공통공약 개발단 미래교육팀 위원
- 2021.05~2021.06 : 국민의힘 전당대회 선거관리위원회 위원
- 2021.06 : 국민의힘 반도체특별위원회 위원
- 2021.08 : 국민의힘 윤석열 제20대 대통령 선거 예비후보 국민캠프 국민소통위원회 위원장
- 2021.12~2022.01: 국민의힘 경기도 살리는 선거대책위원회 선거대책위원장단 공동선거대책위원장
- 국민의힘 경기도당 수석대변인

### 의정 활동
- 2020.05~2023.08: 제21대 국회의원 (경기 용인시 갑, 미래통합당→국민의힘, 초선)
  - 2020.07~2022.05: 제21대 국회 전반기 교육위원회 위원
  - 2020.07~2021.05: 제21대 국회 전반기 예산결산특별위원회 위원
  - 2020.09~2021.05: 제21대 국회 전반기 예산결산특별위원회 예산결산심사소위원회 위원
  - 2022.07~2023.08 제21대 국회 후반기 환경노동위원회 위원
    - 제21대 국회 후반기 환경노동위원회 예산결산기금심사소위원회 위원
    - 제21대 국회 후반기 환경노동위원회 청원심사소위원회 위원

## 학력
- 용인대학교 행정학 명예박사
- 강남대학교 경영학 명예박사
- 경희대학교 글로벌경영학 석사
- 경희대학교 행정학 학사
- 유신고등학교
- 신갈중학교
- 신갈초등학교
- 포곡초등학교

## 수상
- 아시아태평양 스티비어워즈그랑프리
- 대한적십자사 경기도지사 회원 유공장 금장
- 지방자치행정대상 경기도 대상
- 올해의 공감경영 CEO 대상 나눔실천 CEO부문
- 제14회 중부율곡대상 자치단체 경영부문
- 대한민국 미래창조 경영대상 대상
- 유권자시민행동 대한민국 유권자 대상
- 제8회 대한민국 나눔대상
- 용인문화상 체육부문

## 병역
- 대한민국 해병대 병장 전역

## 저서
- 정찬민 꽃이 피었습니다
- 슈퍼맨 정찬민
- 용인 203 이야기
- 작전명 뜨는 해

## 역대 선거 결과
|  | 45.91% |

|  | 47.47% |

|  | 41.16% |

|  | 53.14% |

## 소속 정당
| 소속 정당 | 소속 정당  | 소속 기간 | 비고      |
| --------- | ---------- | --------- | --------- |
|           | 한나라당   | 2005~2012 | 정계 입문 |
|           | 새누리당   | 2012~2017 | 당명 변경 |
|           | 자유한국당 | 2017~2020 | 당명 변경 |
|           | 미래통합당 | 2020      | 합당      |
|           | 국민의힘   | 2020~2023 | 당명 변경 |
|           | 무소속     | 2023~현재 | 당적 상실 |

## 같이 보기
- 용인시 갑
- 용인시의 국회의원
- 용인시 처인구의 국회의원
- 용인시장